# 安德里伊夫卡 (梅利托波爾區)
46°32′14″N 35°5′23″E / 46.53722°N 35.08972°E
安德里伊夫卡（烏克蘭語：Андріївка），是烏克蘭東南部扎波羅熱州梅利托波爾區亚基米夫卡市镇内的村落。面積0.22平方公里，海拔高度7米，2001年人口84，人口密度每平方公里381.8人。